# Kfar Avoda
Kfar Avoda (hebrejsky כפר עבודה, doslova „Vesnice práce“, v oficiálním přepisu do angličtiny Kefar Avoda) je komplex sociální péče a obec v Izraeli, v Centrálním distriktu, v Oblastní radě Lev ha-Šaron.

## Geografie
Leží v nadmořské výšce 73 metrů v hustě osídlené a zemědělsky intenzivně využívané pobřežní nížině, respektive Šaronské planině, na východním okraji města Tel Mond.
Obec se nachází 10 kilometrů od břehu Středozemního moře, cca 25 kilometrů severoseverovýchodně od centra Tel Avivu, cca 62 kilometrů jižně od centra Haify a 12 kilometrů jihovýchodně od města Netanja. Kfar Avoda obývají Židé, přičemž osídlení v tomto regionu je etnicky převážně židovské. Severovýchodně a jihovýchodně od osady ale začíná skupina měst, která obývají izraelští Arabové (takzvaný Trojúhelník). Nejblíže je to město Tira, necelé 2 kilometry odtud. Kfar Avoda je na dopravní síť napojen pomocí lokální silnice číslo 553.

## Dějiny a demografie
Obec Kfar Avoda byla založena v roce 1942. Alternativně bývá nazývána též Chevrat Ne'urim (חברת נעורים).
Podle údajů z roku 2014 tvořili naprostou většinu obyvatel v Kfar Avoda Židé (včetně statistické kategorie "ostatní", která zahrnuje nearabské obyvatele židovského původu ale bez formální příslušnosti k židovskému náboženství).
Jde o menší sídlo. K 31. prosinci 2014 zde žilo 264 lidí. Během roku 2014 populace klesla o 7,4 %.
| Rok            | 1961 | 1972 | 1983 | 1995 | 2001 | 2003 | 2004 | 2005 | 2006 | 2007 | 2008 | 2009 | 2010 | 2011 | 2012 | 2013 | 2014 |
| -------------- | ---- | ---- | ---- | ---- | ---- | ---- | ---- | ---- | ---- | ---- | ---- | ---- | ---- | ---- | ---- | ---- | ---- |
| Počet obyvatel | 57   | 38   | 419  | 399  | 400  | 400  | 400  | 400  | 400  | 400  | 400  | 314  | 301  | 322  | 295  | 285  | 264  |